# Longines
Longines (укр. Лонжин) — марка швейцарських годинників класу «люкс».
Торгова марка є зареєстрованою першою у світі, а, отже, найстарішою і чинною досі згідно патентного права.

## Історія

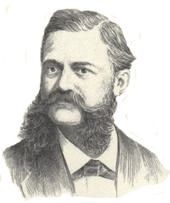
Ернест Франсілльон (1834-1900)

Історія Longines почалася з того моменту, коли в 1832 році Огюст Агассі приїхав в маленьке містечко Сент-Імьє і влаштувався на роботу в невелику лавку «Comptoir horloger Raiguel Jeune», яка займалася продажем запчастин для годинників, а роком пізніше Огюст і два його партнера Флоріан Морель і Анрі Раігель заснували власну факторію під назвою «Comptoir Raiguel Jeune & Cie».
Після того, як в 1838 році Анрі Раігель відійшов від справ, а в 1847 році і Флоріан Морель наслідував його приклад, Огюст Агассі став єдиновладним власником факторії і в 1862 передав всі справи своєму племіннику Ернесту Франсілльону.

### Перші годинники
У той час годинниковою справою займалися в основному в домашніх умовах, виготовляючи запчастини і відносячи їх замовнику. У 1850-х роках племінник Агассі Ернест Франсійон (Ernest Francillon) прийняв на себе управління компанією за дорученням свого дядька. Франсійон став шукати шляхи удосконалення способів виготовлення годинників, які використовувалися в ті часи в годинниковій індустрії регіону. Зроблені ним висновки підвели його до спроби створити новий спосіб виробництва, заснований на двох принципах: географічна концентрація праці та використання механічних способів виробництва. У 1866 році Ернест Франсілльон купує дві ділянки землі на околиці Сент-Імье на правому березі річки Сузі (притока річки Арі) в місці, під назвою Les Longines (що на місцевому діалекті означає «довгі і вузькі поля»), де і побудував першу фабрику Longines, будівництво якої дозволило зібрати всіх робітників під одним дахом. Для створення верстатів, необхідних для виробництва, Ернест Франсійон звернувся за допомогою до свого молодого родича - інженера на ім'я Жак Давид. Протягом 1870-х років методи, введені Франсійоном, довели свою ефективність і фабрика стабільно розширювала своє виробництво аж до першої третини 20-го століття: в 1911 році на фабриці Longines працювало понад 1100 чоловік і її продукція продавалася в усьому світі.
У 1867 році вийшов перший механізм Longines, калібр був названий L20A. Годинники в той час робили з заведенням за допомогою ключа, і Longines першим порушив цю традицію, створивши механізм переведення стрілок, заведення яких здійсювалося за допомогою заводної головки. У тому ж році Ернест власноруч представив новий годинник на Всесвітній виставці в Парижі і отримав за нього бронзову медаль.

### Зареєстрований торгівельний знак
Почавши виробництво першого механізму, Ернест робив на кожному гравіювання у вигляді пісочного годинника з розправленими крилами для ідентифікації виробника. 19 липня 1880 Ернест Франсілльон подав відомості про реєстрацію нової торгової марки Longines і логотипу в Федеральну організацію Швейцарії з інтелектуальної власності. 27 травня 1889 року зазначені були зареєстровані, а 27 березня 1893 року відомості були зареєстровані і в Міжнародній організації інтелектуальної власності. Товарний знак Longines є першим зареєстрованим товарним знаком у світі з нині використовуваних. З 1867 року компанія використовувала символ крилатого пісочного годинника і торгову марку «Longines» як гарантію якості своєї продукції, для боротьби з підробками та захисту усталеної репутації компанії. 

## Нагороди

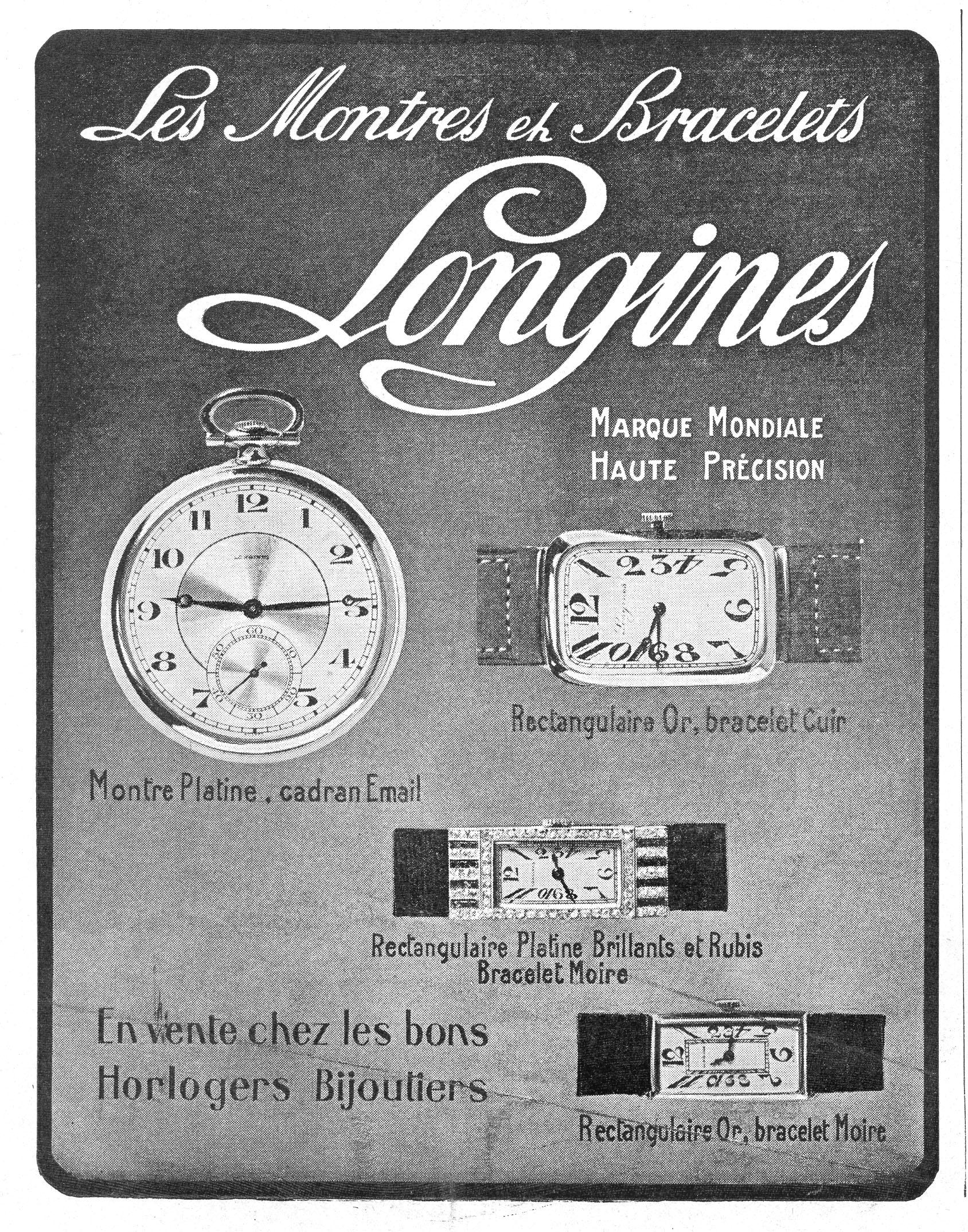
Реклама Longines (1924 р)

У 1867 році компанія Longines випустила свій перший механізм 20А, який удостоївся премії на Всесвітній виставці в Парижі в тому ж 1867 році. 
Компанія неодноразово перемагала на міжнародних виставках і є абсолютним рекордсменом серед годинникових компаній за отриманям нагород: 10 Гран-прі і 28 золотих медалей. Свій перший Великий приз Longines завоював в 1885 році на Всесвітній виставці в Антверпені.
Крім того, в 1960-х роках Longines став чотириразовим володарем премії в області ювелірних прикрас «Diamond Award», а в 1970-х роках - так само чотириразовим володарем престижної німецької премії «Золоті троянди Баден-Бадена».

## Досягнення
У 1905 році Longines першими запустили в серійне виробництво наручний годинник, в зв'язку з чим довелося повністю перебудувати фабрику і змінити форми управління.
У 1912 році Longines першими запустили у виробництво годинник прямокутної форми і в формі бочки.
До 1960 року компанія випустила найтонші кварцові годинники в світі, а в 1979 році побила власний рекорд, подолавши бар'єр у 2 мм, і випустивши годинник товщиною всього 1,98 мм.
У 1982 році до святкування 150 років від дня заснування фабрики, було випущено золотий годинник товщиною всього 3 мм, і при цьому зберегли його герметичність. Цей годинник досі є частиною колекції Longines під назвою La Grande Classique de Longines.
У 1983 році роботи, спрямовані на мініатюризацію, дали свій результат - був створений механізм жіночого годинника товщиною всього 1,75 мм.
У 1984 році з'явилася колекція Conquest з особливо точними кварцовими механізмами. Завдяки новій технології термокомпенсації моделі стали точніші в 5-10 разів, аніж оснащені звичайними кварцовими механізмами.
У 2012 році Longines приступила до виробництва безлічі хронографів з колонним колесом для багатьох своїх колекцій. Механізми таких хронографів є найбільш точними і надійними за всю історію виробництва компанії.
У 2019 компанія Longines оголосила про випуск п'ятдесяти мільйонного екземпляра годинника.

## Спорт

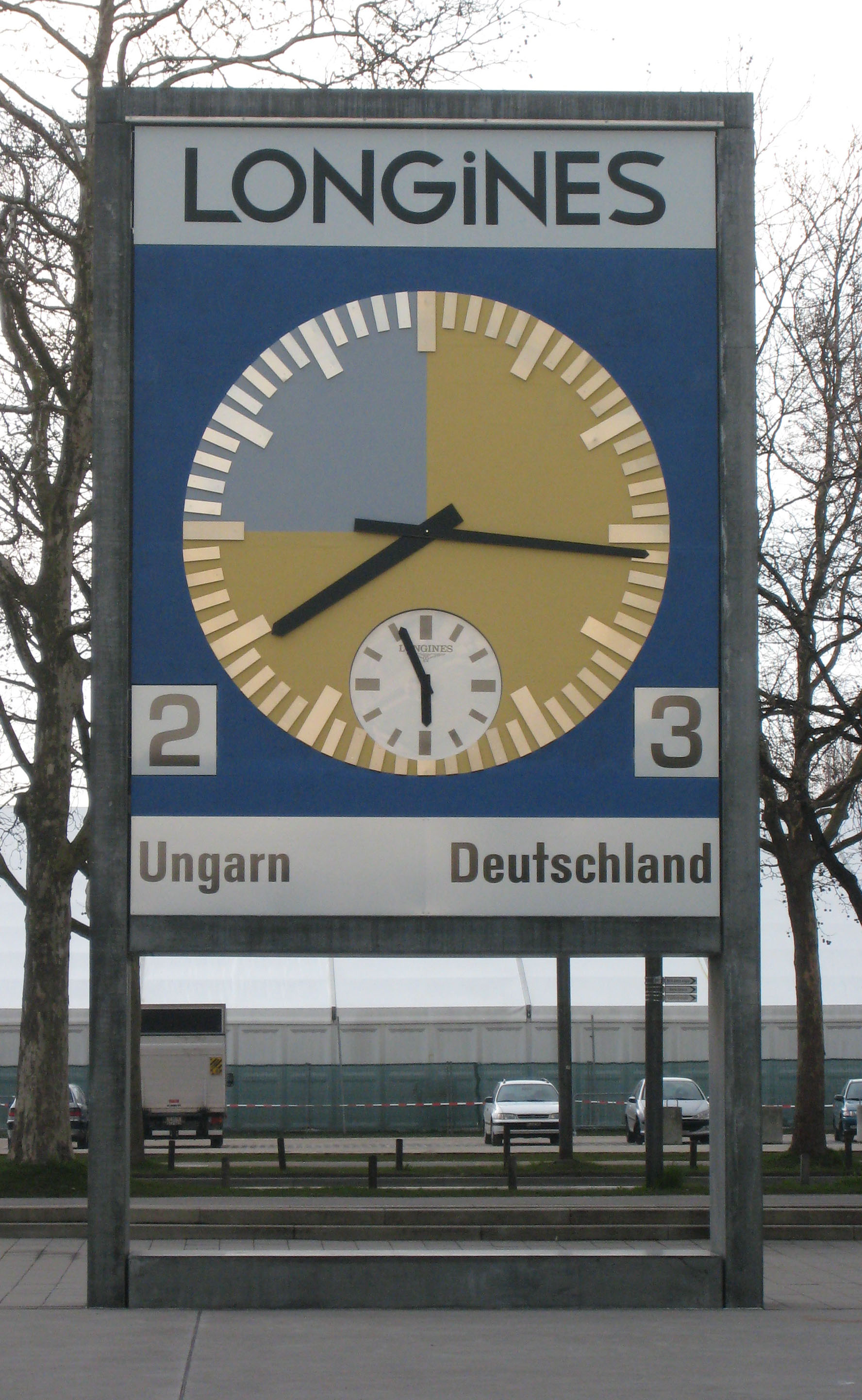
Годинники фіналу Чемпіонату світу з футболу 1954 р

Вперше Longines стикнувся зі світом спорту в 1912 році в ході Федерального свята фізичної культури в Базелі, що призвело до створення системи автоматичного розрахунку часу за допомогою електромеханічного пристрою. Надалі компанія неодноразово була хронометристом різних спортивних змагань.
Захоплення Longines світу кінного спорту почалося в 1878 році, коли компанія виробила хронограф, на який була нанесено гравірування із зображенням жокея і його коня. У 1912 році Longines вперше був представлений на скачках з перешкодами. У 1926 році бренд вперше став хронометристом Міжнародного Офіційного кінного змагання в Женеві.
На сьогоднішній день Longines підтримує кінноспортивні змагання зі скачок і конкуру. Компанія стала офіційним хронометристом і партнером численних престижних змагань, таких як H.H. Sheikh Mohammed bin Rashid al-Maktoum Endurance Cup і більшості національних кубків CSIO і CHIO, а також CSIO Barcelona, Dubai Show Jumping Championship, President's Cup presented by Longines і Emirates Longines Show Jumping League. У 2000 році вперше було вручено Приз Longines за елегантність, який з того часу кожен рік вручається найбільш елегантному і успішному наїзднику та наїздниці сезону в змаганнях з конкуру.
Бренд також виступає партнером декількох всесвітньо відомих перегонів, таких, як Prix de Diane Longines, Dubai World Cup, Qatar Prix de l'Arc de Triomphe, Royal Ascot, H.H. The Emir's Trophy presented by Longines, Longines Singapore Gold Cup, Melbourne Cup Carnival, Gran Premio Longines, Longines Handicap de las Américas, Grand Prix Longines Lydia Tesio, Longines Grosser Preis von Baden і знаменитими Kentucky Derby.
З 2016 року бренд Longines виступає офіційним партнером, хронометристом і офіційним годинником скачок на приз Президента Російської Федерації.
У 1927 році Чарльз Ліндберг здійснює перший трансатлантичний переліт з Нью-Йорка в Париж за 33 години і 30 хвилин, а Longines був хронометристом цього досягнення. Незабаром Чарльз Ліндберг звернувся в компанію Longines з ідеєю створення спеціальних годинників для льотчиків. Таким чином з'явився годинник Longines Hour Angle, створений Ліндбергом спільно з Longines. Годинники дозволяли визначати географічне положення льотчиків.

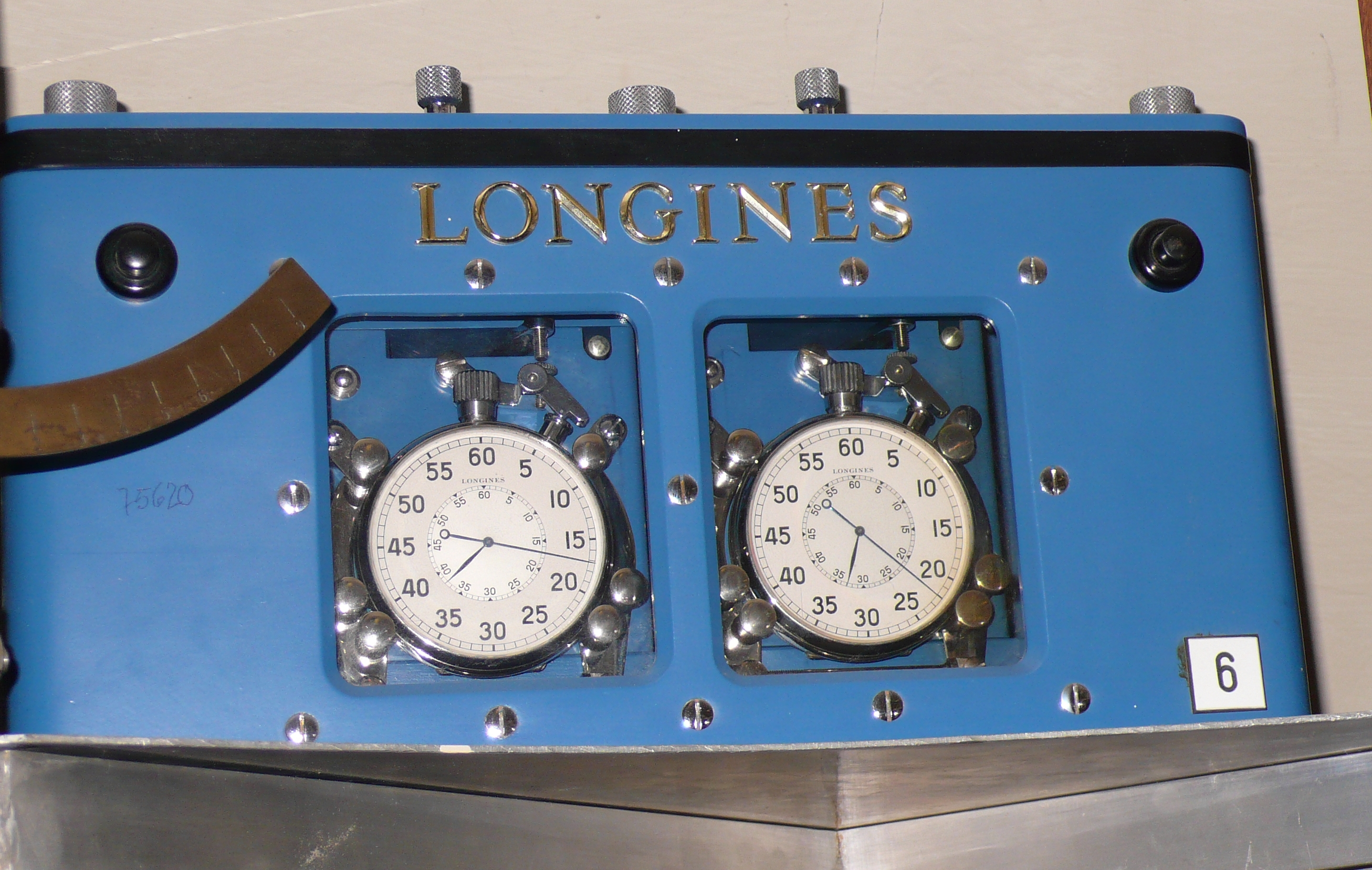
Хронометри Longines на батискафі Трієст

У 1932 році годинник Longines був на першій жінці-пілоті Амелії Ерхарт, яка здійснила переліт з Ньюфаундленду до Ірландії.
У 1952 році Longines стає офіційним хронометристом Зимових олімпійських ігор в Осло і з того часу виступає хронометрістом практично всіх Олімпіад, як зимових, так і літніх.
У 1972 році завдяки рішенню арбітра, який перевів, згідно з правилами, електронний хронометр фірми Longines на 2 секунди назад, збірна СРСР стала золотим призером олімпійських ігор з баскетболу. Хронометрист матчу, представник Longines на Олімпіаді Йозеф Блаттер, зробив помилку. Він увімкнув відлік часу, коли гравець під щитом вкинув м'яч. За правилами баскетболу час вмикається, коли гравець на майданчику приймає м'яч. Тому останні 3 секунди були переграні.
У 1982 році компанія стала партнером команди Формули-1 Ferrari, в зв'язку з чим була навіть випущена спеціальна колекція годинників.
Співпраця Longines зі світом гімнастики почалася в 1912 році, коли компанія вперше використала електромеханічну систему, інакше звану як система перерваного ланцюга для хронометражу змагань на Федеральному Швейцарському Святі гімнастики. Протягом 20 років Longines виступав в якості хронометриста змагань з художньої та спортивної гімнастики, що проводяться Міжнародною федерацією гімнастики (FIG). Заснований в 1997 році, Приз Longines за елегантність вручається гімнасту (-ці) або групі гімнастів (-ок), чий виступ на змаганнях визнається самим елегантним. З 1989 року Longines став офіційним партнером і хронометристом Міжнародної федерації гімнастики (FIG), а також Європейського гімнастичного союзу (UEG). У 1997 році було вперше присуджено Приз Longines за елегантність на Чемпіонаті з художньої гімнастики в Берліні російській гімнастці Яні Батиршиній. У 2017 році бренд Longines вибрав сестер Діну і Аріну Аверіних представниками бренду з художньої гімнастики. 
У 1933 році в Шамоні почалася історія співпраці Longines зі світом змагань з гірських лиж. З того часу ці зимові змагання надавали Longines можливість продемонструвати свої технічні нововведення. Longines розглядає свою співпрацю в якості офіційного хронометриста Кубка світу з гірських лиж та Світових чемпіонатів з гірськолижного спорту, що проводяться Міжнародною організацією лижного спорту (FIS), в якості довгострокових інвестицій. Норвезький гірськолижник Аксель Лунд Свіндаль представляє Longines в якості одного з представників елегантності бренду.
З 2007 по 2018 роки Longines також був офіційним партнером престижного Відкритого чемпіонату Франції з тенісу, який щороку проводиться на честь Ролана Гарроса. Компанія використала такую можливість для того, щоб знайти тенісних чемпіонів завтрашнього дня в рамках змагань «Майбутні зірки тенісу Longines», які проходять на стадіоні Roland Garros протягом 2 тижнів проведення Відкритого чемпіонату Франції з тенісу. У число представників елегантності бренду входять також дві легенди тенісу, Андре Агассі і Штефані Граф.
Компанія розробила систему хронометражу для кінного спорту Longines LPS, засновану на використанні невеликих радіопередавачів, що закріплюються на сідлах наїзників і приймача на арені. 

## Відомі власники

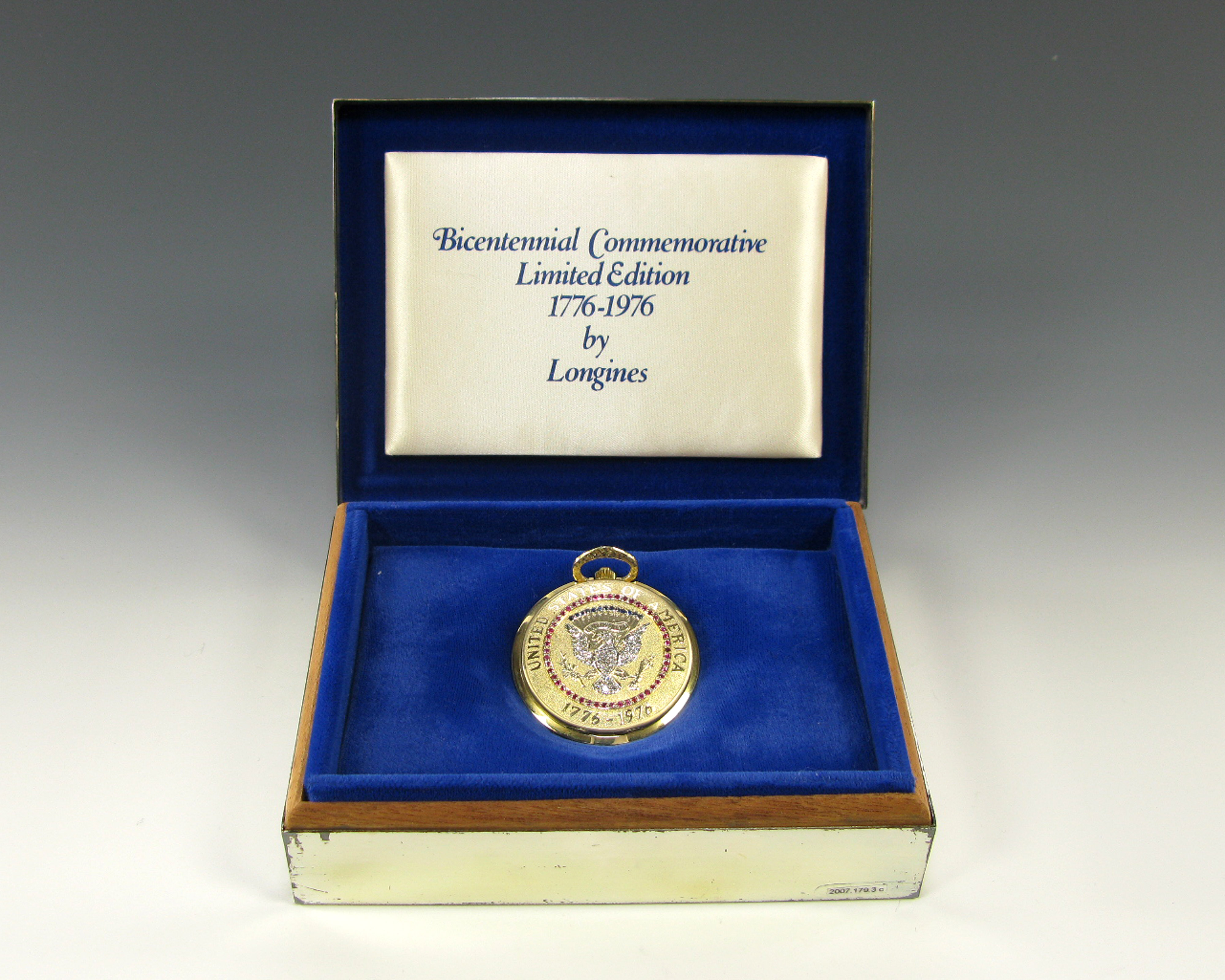
Срібний кишеньковий годинник Longines в Президентському музеї США

- Альберт Ейнштейн - фізик, натураліст.
- Йосип Віссаріонович Сталін - керівник СРСР.
- Коко Шанель - французький модельєр.
- Михайло Горбачов - Президент СРСР.
- Грейс Келлі - американська кіноактриса, княгиня Монако.
- Андрій Миронов - радянський актор театру і кіно.
- Юлія Тимошенко - український політик, підприємець.
- Девід Боуї - британський рок-музикант.
- Леді Ді - принцеса Уельська.
- Уоррен Баффетт - американський підприємець, інвестор.
- Джеймс Кемерон - канадський кінорежисер і продюсер.
- Сільвіо Берлусконі - італійський політик, підприємець.
- Інгрід Бергман - шведська і американська актриса.

## Обличчя рекламних кампаній

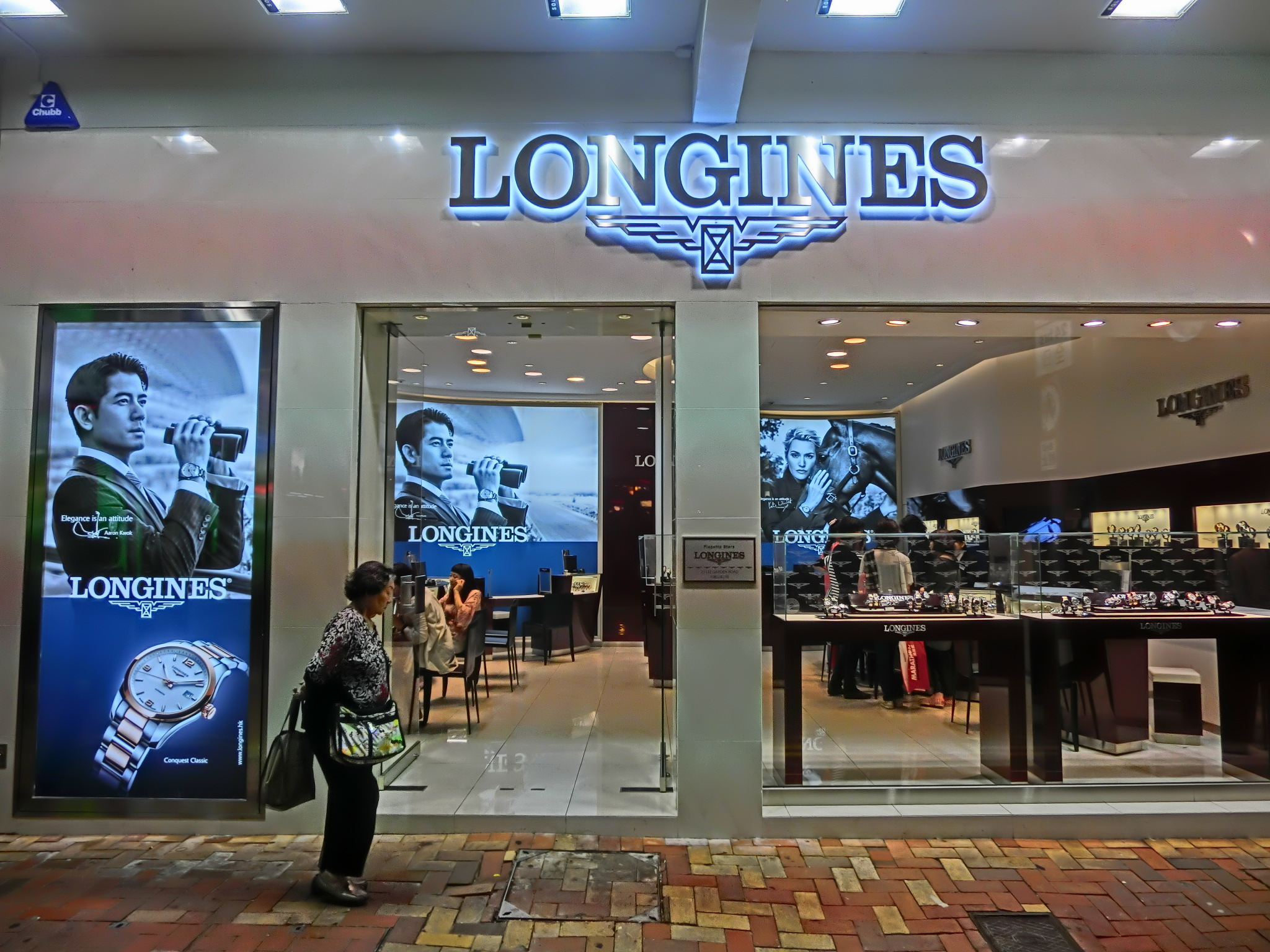
Магазин Longines в Гонконзі

- Одрі Хепберн - американська актриса.
- Хамфрі Богарт - американський кіноактор.
- Айшварья Рай - індійська актриса і фотомодель.
- Інгеборга Дапкунайте - актриса театру і кіно.
- Олег Меньшиков - радянський і російський актор театру і кіно, народний артист Росії.
- Андре Агассі - тенісист, перша ракетка світу 1995 року.
- Лінь Чілін - китайська фотомодель.
- Аліна Кабаєва - чемпіонка світу та Європи з художньої гімнастики.
- Біллі Зейн - американський актор і продюсер.
- Ольга Капранова - чемпіонка світу та Європи з художньої гімнастики.
- Анастасія Люкін - американська гімнастка, чемпіонка світу 2005 у вправах на колоді і брусах.
- Штеффі Граф - німецька тенісистка.
- Андре Агассі - американський тенісист.
- Джейн Річард - швейцарська наїздниця.
- Аарон Квок - китайський кіноактор і співак.
- Агнешка Радванська - польська тенісистка.
- Кейт Уінслет - американська кіноактриса.
- Марія Шарапова - російська тенісистка.
- Саймон Бейкер - австралійський актор.
- Аксель Лунд Свіндаль - норвезький лижник.
- Аріна і Діна Аверіни - художні гімнастки.

| Організація | Це незавершена стаття про організацію. Ви можете допомогти проєкту, виправивши або дописавши її. |